# Sichrawa karpacka
Sichrawa karpacka (Pseudogaurotina excellens) – gatunek chrząszcza z rodziny kózkowatych. Gatunek jest endemitem karpackim, występującym jedynie w Polsce, Czechach, na Słowacji, Ukrainie i w Rumunii (wykazany z około 50 stanowisk). W Polsce występuje w masywie Babiej Góry, w Paśmie Policy, w Pieninach, w Beskidzie Sądeckim i w Tatrach. Odkryty i opisany w 1874 r. przez węgierskiego entomologa K. Brančika. Objęty w Polsce ścisłą ochroną gatunkową. Ujęty w załącznikach II i IV dyrektywy siedliskowej UE – wymaga w Unii Europejskiej ścisłej ochrony gatunkowej i ochrony poprzez wyznaczanie obszarów Natura 2000.